# Amédée IV de Genève
Pour les articles homonymes, voir Amédée de Genève et Amédée IV.
Amédée IV de Genève (en latin Amadeus de Gebennis), mort le 4 décembre 1369, est comte de Genève de 1367 à 1369. Il est fils d'Amédée III, comte de Genève, et de Mathilde d'Auvergne.

## Biographie

### Origine
Amédée est le fils du comte de Genève Amédée III, et de Mathilde d'Auvergne, dite « Mahaut d'Auvergne », dite aussi « de Boulogne », fille de Robert VII, comte d'Auvergne et comte de Boulogne (1314-1325), et de Marie de Flandres, sa seconde femme,,,. Son année de naissance est inconnue.
Il a quatre frères, Aymon († 1367), Jean († 1370), Pierre († 1393), Robert (né vers 1342-† 1394), qui se succèderont à la tête du comté.

### Règne
Son aîné, Aymon devient comte à la mort de leur père, probablement le 18 janvier 1367. Il meurt cependant dans l'année. Sans postérité, c'est son frère cadet, Amédée qui devient comte en septembre sous le nom « Amédée IV »,.
En 1367, il confirme, avec le consentement de sa mère Mahaut d'Auvergne, le document le plus ancien connu, les franchises de la ville d'Annecy,,,.
Le 13 mai 1368, il jure fidélité pour ses possessions au comte de Savoie, Amédée VI.
Le diplôme du 22 février 1369 indique que l'empereur Charles IV le déclare comme son vassal immédiat de l'Empire en le qualifiant de comte palatin,,,. Le comté de Genève, considéré comme un principatus, est ainsi déclaré comme fief d'Empire, excluant toutes autres relations féodales.
Amédée meurt le 4 décembre 1369,.